# Минданаоская гимнура
Минданаоская гимнура (лат. Podogymnura truei) — вид млекопитающих из семейства ежовых.

## Распространение
Эндемики острова Минданао (Филиппины).

## Описание
Длина тела 13-15 см. Длина покрытого волосами хвоста 4-7 см. Тело узкое и обладает двусторонней симметрией. Возможно, таким образом эти ежи приспособились к рытью в узких щелях. Мех длинный, обычно серый, на спинной стороне тела также имеются грубые красновато-коричневые волоски. На брюшной шерсть серовато-белая с коричневым. На задних лапах мех менее заметен. Морда длинная, усы также длинные. Самки обычно крупнее самцов.

## Биология
Питаются червями, насекомыми и членистоногими, возможно, также падалью. Иногда едят грибы и фрукты. Широко используют химические сигналы и обоняние.
Ведут наземный образ жизни. Днём ежи прячутся в норах, на поиски пищи отправляются в сумерках или ночью. Врагов они отпугивают неприятным запахом, выделяемом анальной железой.
Вне брачного сезона живут поодиночке, у каждой особи есть собственный участок территории. В выводке (каждый год их бывает обычно по два) обычно двое детенышей. Средняя продолжительность жизни примерно 55 месяцев.